# Лазар Поповски
Лазар Поптърпов (Тръпков) Поповски (изписване до 1945 година: Лазаръ попъ Търповъ Поповски) е български общественик, журналист и революционер, деец на Вътрешната македонска революционна организация (обединена).

## Биография

### Във ВМОРО
Лазар Поповски е роден през 1891 година в село Косинец, тогава в Османската империя. Баща му е Търпо Поповски, виден просветен деец, архиерейски наместник в Костур и деец на ВМОРО, а брат му Никола Поповски е крупен предприемач. Баща му се изселва в България и Лазар Поповски постъпва във Военното училище. Но по думите на Петър Карчев, по-късен негов сътрудник във вестник „Нова камбана“:
| „ | Лазар Поповски беше доста интелигентен човек. Във всеки случай неговата култура надхвърляше стандартното ниво на образованост, с което се отличаваха випуските на Военното училище. По умствен кръгозор и по манталитет той се отличаваше от възпитаниците на това училище. От друга страна, Поповски беше човек с весел нрав и с някаква особена подражателна наклонност да осмива хорските недостатъци, като забравя своите. | “ |

Лазар Поповски участва в Балканската и Междусъюзническата война като доброволец, като е награден с орден „За храброст“. На 2 август 1912 г. завършва Военно на Негово Величество училище в 32-ри „Царски“ випуск и е произведен в чин подпоручик, на 2 август 1914 в чин поручик и на 20 юли 1917 в чин капитан. През Първата световна война е командир на картечна рота в 3-ти македонски полк от 11-а македонска дивизия. Ранен е в крака в битката при завоя на Черна, награден е с втори орден „За храброст“, след което е назначен за градоначалник на Ксанти и служи в Щаба на 4-то отделение от армията с чин капитан. Там се сприятелява с Йосиф Хербст, още в началото на 1916 година на сватбата му кумува Павел Шатев, с който също остава много близък.
 По време на военната си кариера служи в 37-и пехотен пирински полк и като помощник-началник на секция в 4-та армия. През 1918 г. е уволнен от служба.

### Обществена дейност
След войните Лазар Поповски се уволнява от армията и се занимава с журналистика. В 1923 година издава вестник „Бъдеще“ в Цариград. В 1924 година след Горноджумайските събития е принуден да бяга от България.
Между 1925 и 1927 година е военен аташе и секретар на българската легация в Тирана, Албания, назначен с ходатайството на генерал Иван Вълков. Поповски осъществява контакт между Александър Протогеров и Ахмед Зогу за съвместни действия на ВМРО и Албания. Същевременно работи за югославското военно разузнаване, като предава информация за дейността на ВМРО в Албания и Западна Македония, за италианския посланик в Тирана и за Ахмед Зогу. Благодарение на Поповски югославското разузнаване  получава информация за извършения атентат над Спас Хаджипопов и за четата на Пецо Трайков в Албания, която е разтурена от албанските власти под сръбски натиск. Свързва сръбския разузнавач и военен аташе в Тирана Таса Динич с Христо Цветков и Георги Занков. Работи за пари.
Влиза във Вътрешната македонска революционна организация (обединена). Участва в издаването и на „Федерасион Балканик“ във Виена. Заедно с Христо Цветков привлича към организацията Кръсте Льондев. В началото на 1926 година ЦК на ВМРО (обединена) дава на Поповски и Цветков пари, за да организират база на обединистите в Албания. Поповски и Цветков всъщност са „агент-провокатори на сръбското контраразузнаване, което под формата на „обединисти“ ги използва за разстройване работата и нелегалната мрежа на ВМРО в Западна Македония и Албания“, заради което Поповски е изключен от ВМРО (обединена).
През 1927 година е уволнен от посолството в Тирана. Емигрира и се установява в Швейцария, където работи като дописник в албански и френски вестници, след което се прибира в България през 1930 година.
От 1933 година е главен редактор на левичарския вестник „Камбана“, на страниците на който критикува ВМРО на Иван Михайлов. По-късно вестникът е преименуван на „Нова камбана“, но е забранен през 1941 година заради антигерманските си позиции. Лазар Поповски е интерниран последователно в лагерите Гонда вода, Асеновградско до 1943 година, на остров Света Анастасия и в Еникьой, Ксантийско до 1944 година.
След Деветосептемврийския преврат подписва в София „Апела към македонците в България“. Назначен е за дипломатически представител в Истанбул, Турция и участва в преговори с патриарх Вениамин Константинополски по признаването на Българската патриаршия.
През 1946 година имуществото му е конфискувано и национализирано. По време на делото срещу Трайчо Костов е арестуван, разпитван, изтезаван и през февруари 1952 година умира в затвора. Неговият син Любомир Поповски попада в трудови лагери и му е отказано да следва висше образование.

## Родословие
|  |  |                              |                              |                              |                              |                              |                              |  |  |                               |                               |                               |                               |                               |                               |  |  | Иван Поповски  | Иван Поповски  | Иван Поповски  | Иван Поповски  | Иван Поповски                | Иван Поповски                |                              |                              | Кираца Василева Николова     | Кираца Василева Николова     | Кираца Василева Николова     | Кираца Василева Николова     | Кираца Василева Николова     | Кираца Василева Николова     |                 |                 |                 |                 |                |                |                |                |  |  |        |        |        |        |        |        |  |  |                  |                  |                  |                  |                  |                  |  |  |                   |                   |                   |                   |                   |                   |  |  |        |        |        |        |        |        |  |  |  |  |
|  |  |                              |                              |                              |                              |                              |                              |  |  |                               |                               |                               |                               |                               |                               |  |  | Иван Поповски  | Иван Поповски  | Иван Поповски  | Иван Поповски  | Иван Поповски                | Иван Поповски                |                              |                              | Кираца Василева Николова     | Кираца Василева Николова     | Кираца Василева Николова     | Кираца Василева Николова     | Кираца Василева Николова     | Кираца Василева Николова     |                 |                 |                 |                 |                |                |                |                |  |  |        |        |        |        |        |        |  |  |                  |                  |                  |                  |                  |                  |  |  |                   |                   |                   |                   |                   |                   |  |  |        |        |        |        |        |        |  |  |  |  |
|  |  |                              |                              |                              |                              |                              |                              |  |  |                               |                               |                               |                               |                               |                               |  |  |                |                |                |                |                              |                              |                              |                              |                              |                              |                              |                              |                              |                              |                 |                 |                 |                 |                |                |                |                |  |  |        |        |        |        |        |        |  |  |                  |                  |                  |                  |                  |                  |  |  |                   |                   |                   |                   |                   |                   |  |  |        |        |        |        |        |        |  |  |  |  |
|  |  |                              |                              |                              |                              |                              |                              |  |  |                               |                               |                               |                               |                               |                               |  |  |                |                |                |                | Търпо Поповски (1848 – 1928) | Търпо Поповски (1848 – 1928) | Търпо Поповски (1848 – 1928) | Търпо Поповски (1848 – 1928) | Търпо Поповски (1848 – 1928) | Търпо Поповски (1848 – 1928) |                              |                              | Малина Поповска              | Малина Поповска              | Малина Поповска | Малина Поповска | Малина Поповска | Малина Поповска |                |                |                |                |  |  |        |        |        |        |        |        |  |  |                  |                  |                  |                  |                  |                  |  |  |                   |                   |                   |                   |                   |                   |  |  |        |        |        |        |        |        |  |  |  |  |
|  |  |                              |                              |                              |                              |                              |                              |  |  |                               |                               |                               |                               |                               |                               |  |  |                |                |                |                | Търпо Поповски (1848 – 1928) | Търпо Поповски (1848 – 1928) | Търпо Поповски (1848 – 1928) | Търпо Поповски (1848 – 1928) | Търпо Поповски (1848 – 1928) | Търпо Поповски (1848 – 1928) |                              |                              | Малина Поповска              | Малина Поповска              | Малина Поповска | Малина Поповска | Малина Поповска | Малина Поповска |                |                |                |                |  |  |        |        |        |        |        |        |  |  |                  |                  |                  |                  |                  |                  |  |  |                   |                   |                   |                   |                   |                   |  |  |        |        |        |        |        |        |  |  |  |  |
|  |  |                              |                              |                              |                              |                              |                              |  |  |                               |                               |                               |                               |                               |                               |  |  |                |                |                |                |                              |                              |                              |                              |                              |                              |                              |                              |                              |                              |                 |                 |                 |                 |                |                |                |                |  |  |        |        |        |        |        |        |  |  |                  |                  |                  |                  |                  |                  |  |  |                   |                   |                   |                   |                   |                   |  |  |        |        |        |        |        |        |  |  |  |  |
|  |  |                              |                              |                              |                              |                              |                              |  |  |                               |                               |                               |                               |                               |                               |  |  |                |                |                |                |                              |                              |                              |                              |                              |                              |                              |                              |                              |                              |                 |                 |                 |                 |                |                |                |                |  |  |        |        |        |        |        |        |  |  |                  |                  |                  |                  |                  |                  |  |  |                   |                   |                   |                   |                   |                   |  |  |        |        |        |        |        |        |  |  |  |  |
|  |  | Елена Поповска (1884 – 1900) | Елена Поповска (1884 – 1900) | Елена Поповска (1884 – 1900) | Елена Поповска (1884 – 1900) | Елена Поповска (1884 – 1900) | Елена Поповска (1884 – 1900) |  |  | Никола Поповски (1874 – 1922) | Никола Поповски (1874 – 1922) | Никола Поповски (1874 – 1922) | Никола Поповски (1874 – 1922) | Никола Поповски (1874 – 1922) | Никола Поповски (1874 – 1922) |  |  | София Поповска | София Поповска | София Поповска | София Поповска | София Поповска               | София Поповска               |                              |                              | Лазар Поповски (1891 – 1952) | Лазар Поповски (1891 – 1952) | Лазар Поповски (1891 – 1952) | Лазар Поповски (1891 – 1952) | Лазар Поповски (1891 – 1952) | Лазар Поповски (1891 – 1952) |                 |                 | Мария Поповска  | Мария Поповска  | Мария Поповска | Мария Поповска | Мария Поповска | Мария Поповска |  |  | Кръсто | Кръсто | Кръсто | Кръсто | Кръсто | Кръсто |  |  | Василка Поповска | Василка Поповска | Василка Поповска | Василка Поповска | Василка Поповска | Василка Поповска |  |  | Христина Поповска | Христина Поповска | Христина Поповска | Христина Поповска | Христина Поповска | Христина Поповска |  |  | Христо | Христо | Христо | Христо | Христо | Христо |  |  |  |  |
|  |  | Елена Поповска (1884 – 1900) | Елена Поповска (1884 – 1900) | Елена Поповска (1884 – 1900) | Елена Поповска (1884 – 1900) | Елена Поповска (1884 – 1900) | Елена Поповска (1884 – 1900) |  |  | Никола Поповски (1874 – 1922) | Никола Поповски (1874 – 1922) | Никола Поповски (1874 – 1922) | Никола Поповски (1874 – 1922) | Никола Поповски (1874 – 1922) | Никола Поповски (1874 – 1922) |  |  | София Поповска | София Поповска | София Поповска | София Поповска | София Поповска               | София Поповска               |                              |                              | Лазар Поповски (1891 – 1952) | Лазар Поповски (1891 – 1952) | Лазар Поповски (1891 – 1952) | Лазар Поповски (1891 – 1952) | Лазар Поповски (1891 – 1952) | Лазар Поповски (1891 – 1952) |                 |                 | Мария Поповска  | Мария Поповска  | Мария Поповска | Мария Поповска | Мария Поповска | Мария Поповска |  |  | Кръсто | Кръсто | Кръсто | Кръсто | Кръсто | Кръсто |  |  | Василка Поповска | Василка Поповска | Василка Поповска | Василка Поповска | Василка Поповска | Василка Поповска |  |  | Христина Поповска | Христина Поповска | Христина Поповска | Христина Поповска | Христина Поповска | Христина Поповска |  |  | Христо | Христо | Христо | Христо | Христо | Христо |  |  |  |  |

## Военни звания
- Подпоручик (2 август 1912)
- Поручик (2 август 1914)
- Капитан (20 юли 1917)